# اچ‌ام‌اس سیکلوپ (۱۷۷۹)
اچ‌ام‌اس سیکلوپ (۱۷۷۹) (به انگلیسی: HMS Cyclops (1779)) یک کشتی بود که طول آن ۱۲۰ فوت ۶ اینچ (۳۶٫۷۳ متر) بود. این کشتی در سال ۱۷۷۹ ساخته شد.